# ریدر (ویرجینیای غربی)
ریدر(به انگلیسی: Reader) شهری در ایالت ویرجینیای غربی کشور ایالات متحده آمریکا است که جمعیت آن در سرشماری سال ۲۰۱۰ میلادی، ۳۹۷ نفر بوده‌است.